# Кремнево (Крым)
Кремнево (до 1948 года Кучу́к-Асс; укр. Кремневе, крымскотат. Küçük As, Кучюк Ас) — исчезнувшее село в Раздольненском районе Республики Крым, располагавшееся на востоке района, в степной части Крыма, примерно в 4 километрах восточнее современного села Сенокосное.

### Динамика численности населения
| - 1806 год — 100 чел. - 1864 год — 67 чел. - 1889 год — 158 чел. - 1892 год — 155 чел. | - 1900 год — 176 чел. - 1915 год — 236 чел. - 1926 год — 146 чел. - 1939 год — 204 чел. |

## История
Первое документальное упоминание села встречается в Камеральном Описании Крыма… 1784 года, судя по которому, в последний период Крымского ханства Кучук Эли входил в Мангытский кадылык Козловскаго каймаканства. После присоединения Крыма к России (8) 19 апреля 1783 года, (8) 19 февраля 1784 года, именным указом Екатерины II сенату, на территории бывшего Крымского ханства была образована Таврическая область и деревня была приписана к Евпаторийскому уезду. После павловских реформ, с 1796 по 1802 год входила в Акмечетский уезд Новороссийской губернии. По новому административному делению, после создания 8 (20) октября 1802 года Таврической губернии, Кучук-Асс был включён в состав Джелаирской волости Евпаторийского уезда.
По Ведомости о волостях и селениях, в Евпаторийском уезде с показанием числа дворов и душ… от 19 апреля 1806 года в деревне Кучук-Ас числилось 17 дворов и 100 жителей крымских татар. На военно-топографической карте генерал-майора Мухина 1817 года деревня Кучук ас обозначена с 15 дворами. После реформы волостного деления 1829 года Качук Ас, согласно «Ведомости о казённых волостях Таврической губернии 1829 года» отнесли к Атайской волости (переименованной из Джелаирской). На карте 1836 года в деревне 14 дворов. Затем, видимо, в результате эмиграции крымских татар, деревня заметно опустела и на карте 1842 года деревня Кучюк-Ас обозначена условным знаком «малая деревня», то есть, менее 5 дворов.
В 1860-х годах, после земской реформы Александра II, деревню приписали к Биюк-Асской волости. Согласно «Памятной книжке Таврической губернии за 1867 год», деревня была покинута жителями в 1860—1864 годах, в результате эмиграции крымских татар, особенно массовой после Крымской войны 1853—1856 годов, в Турцию и вновь заселена татарами. В «Списке населённых мест Таврической губернии по сведениям 1864 года», составленном по результатам VIII ревизии 1864 года, Кучук-Асс — владельческая татарская деревня, с 12 дворами, 67 жителями и мечетью при колодцах. По обследованиям профессора А. Н. Козловского 1867 года, вода в колодцах деревни была «соленоватая» а их глубина колебалась от 10 до 15 саженей (21—33 м). На трехверстовой карте Шуберта 1865—1876 года в деревне Кучук-Ас обозначено 14 дворов). По «Памятной книге Таврической губернии 1889 года», по результатам Х ревизии 1887 года, в деревне Кучук-Асс числилось 32 двора и 158 жителей. Согласно «…Памятной книжке Таврической губернии на 1892 год» в Аипском участке числились деревня Кучук-Асс со 155 жителями в 19 домохозяйствах и посёлок Кучук-Асс, в котором было 20 жителей в 1 дворе.
Земская реформа 1890-х годов в Евпаторийском уезде прошла после 1892 года, в результате Кучук-Асс приписали к Коджанбакской волости.
По «…Памятной книжке Таврической губернии на 1900 год» в деревне Асс-Кучук числилось 176 жителей в 32 дворах. По Статистическому справочнику Таврической губернии. Ч.II-я. Статистический очерк, выпуск пятый Евпаторийский уезд, 1915 год, в селе Кучук-Асс (вакуф) Коджамбакской волости Евпаторийского уезда числилось 38 дворов с татарским населением в количестве 236 человек приписных жителей.
После установления в Крыму Советской власти, по постановлению Крымревкома от 8 января 1921 года № 206 «Об изменении административных границ» была упразднена волостная система и село вошло в состав Бакальского района Евпаторийского уезда, а в 1922 году уезды получили название округов. 11 октября 1923 года, согласно постановлению ВЦИК, в административное деление Крымской АССР были внесены изменения, в результате которых округа были отменены, Бакальский район упразднён и село вошло в состав Евпаторийского района. Согласно Списку населённых пунктов Крымской АССР по Всесоюзной переписи 17 декабря 1926 года, в селе Кучук-Асс (татарский), центре упразднённого к 1940 году Кучук-Асского сельсовета Евпаторийского района, числилось 37 дворов, все крестьянские, население составляло 146 человек, из них 138 татар и 3 русских, действовала татарская школа. На хуторе Кучук-Асс (русский) было 5 дворов и 25 жителей (21 белорус, 3 украинца и 1 русский). Постановлением ВЦИК РСФСР от 30 октября 1930 года был создан Фрайдорфский еврейский национальный район (переименованный в 1944 году в Новосёловский) еврейского национального (лишённый статуса национального постановлением Оргбюро ЦК КПСС от 20 февраля 1939 года) района Кучук-Асс включили в его состав, а после создания в 1935 году Ак-Шеихского района (переименованного в 1944 году в Раздольненский) включили в состав нового. По данным всесоюзной переписи населения 1939 года в селе проживало 204 человека.
С 25 июня 1946 года Кучук-Асс в составе Крымской области РСФСР. Указом Президиума Верховного Совета РСФСР от 18 мая 1948 года, Кучук-Асс переименовали в Кремнево. 26 апреля 1954 года Крымская область была передана из состава РСФСР в состав УССР. Время включения в Ковыльновский сельсовет пока не установлено: на 15 июня 1960 года село уже числилось в его составе. Ликвидировано к 1968 году (согласно справочнику «Крымская область. Административно-территориальное деление на 1 января 1968 года» — в период с 1954 по 1968 годы, как посёлок Ковыльновского сельсовета).